# Biewer terrier
O Biewer Terrier é uma raça canina de pequeno porte originária da cidade de Hunsruck na Alemanha. Surgiu na década de 1980 a partir de uma subdivisão de uma variedade de coloração distinta do Yorkshire terrier.

## História
A raça começou a ser desenvolvida na década de 80, mais propriamente em 1984, quando os criadores alemães, Sr. Werner e Gertrude Biewer, na altura criadores da raça Yorkshire Terrier, obtiveram numa das suas ninhadas de Yorkshire um filhote tricolor (azul aço, dourado e branco). Nesta ninhada em particular, nasceu um filhote de Yorkie com gene recessivo. O nome registado para este filhote malhado foi Schneefloeckchen Von Friedheck (floco de neve), nascido em janeiro de 1984, e era  filho de  "Darling von Friedheck" e de "Fru Fru von Friedheck", dois Yorkshires Terrier de exposição. 
A partir desse filhote, os Sr.s Biewer deram início a um programa de de criação específico e selectivo, de forma a tentar fixar essas características distintas em outros exemplares. O azul, o dourado e o branco eram as cores predominantes e preferencialmente assinaladas em boa simetria. A barriga, o peito, as pernas e o final da cauda deveriam ser caracteristicamente brancas e sedosas. O Sr. e a Sra Biewer mantiveram um estreito programa de criação de forma a criar cães de qualidade. Após alguns anos de criação, conseguiram estabelecer o primeiro padrão oficial da raça, que inicialmente era conhecida por "Biewer Yorkshire de la Pom Pon".
Pela primeira vez, Março de 1988, em Wiesbaden, na Alemanha,  o casal Gertrud e Werner Biewer, apresentou dois cães Yorkshires Terriers, Black-white-Gold. Porém a aceitação desses exemplares foi negada pelo clube da época, sendo considerados da "cor errada" e que não poderiam ser utilizados em reprodução. 
Sr. Biewer, descontente com a situação, procurou um Clube onde o registo da raça fosse aceite, como sendo uma nova raça e distinta dos Yorkshire Terrier. O ACH (Allgemeiner Club Der Hundefreunde Deutschland), foi o primeiro clube a aceitar os Biewer Terrier como nova raça  e distinta dos Yorkshire Terrier, sendo o primeiro registo conhecido como tendo o nome de "Biewer Yorkshire à la Pom Pon", no ano de 1989.
Foi através de criação seletiva, que a raça Biewer Yorkshire à la Pom Pon foi sendo aprimorada, sendo mais tarde dado o nome de Biewer Terrier. O padrão foi assinado e aprovado pela BTCA em 2009, sendo até hoje uma raça distinta do Yorkshire Terrier.
A partir de então o Biewer Terrier tem suscitado muito interesse em vários criadores.
O  nome de Biewer, foi colocado em homenagem ao casal que se chamava Senhor e Senhora Biewer.
Embora o Yorkshire Terrier tenha estado na origem, na base da criação dos  Biewer Terrier, atualmente são consideradas raças completamente distintas e individuais, onde os cruzamentos entre estas duas raças são de evitar.

## Aparência

### Aparência Geral
O Biewer Terrier é um cão de aparência elegante, pelagem longa e sedosa. Tem uma linha dorsal reta e o pelo cai de ambos os lados do dorso, repartido de forma igual em ambos os lados. É um cão de aparência quadrada, isto é, o comprimento do corpo é proporcional à altura. É um cão, alegre , ativo e amigo da família.

### Corpo
É um cão pequeno, compacto, quadrado, com um crânio não muito proeminente nem arredondado, tem um focinho não muito longo e bem proporcionado com o crânio. As orelhas são pequenas em forma de "V" invertido, implantadas no crânio sem ser demasiado afastadas. De olhar doce e inteligente, os olhos são de tamanho médio, escuros, nunca azuis ou cores claras. Com uma dentadura bem alinhada, dentes alinhados e mordedura em tesoura ou torquês.
Possui uma caixa torácica moderadamente arqueada, membros posteriores moderadamente angulados e ombros bem colocados. Pés  redondos e unhas pretas ou brancas. 
A cauda não deve ser amputada com a ponta apontada para o lombo. Coberta por uma pelagem longa e sedosa.

### Coloração
A raça é caracterizada por uma pelagem longa, solta, fina e com textura suave e sedosa. De coloração tricolor: branco,  azul aço escuro e branco ou dourado. 
A cabeça, são admitidas em conjunto as seguintes colorações: branco, azul aço escuro e dourado ou branco preto e dourado ou azul aço escuro/preto e dourado ou ainda somente o branco e dourado. O ideal das cores é que sejam de boa simetria.
No corpo, a pelagem deve ser azul aço escuro e branco, ou branco e preto. A quantidade de cada cor não tem padrão dominante, mas a ter em atenção que a pelagem do corpo não poderá ter pelos dourados ou castanhos.
O peito, a barriga, as pernas e a ponta da cauda devem ser completamente brancas.
A cor dourada só deve estar presente na região da cabeça. O peito, a barriga, as pernas e a ponta da cauda devem ser brancos.
A coloração dourada ou castanha em qualquer parte do corpo, pernas e cauda; a trufa pálida ou despigmentada; as orelhas de abano ou dobradas ou peso acima dos 3.6kg são desvios/faltas penalizantes e devem ser desclassificados, não devendo ser reproduzidos.

### Peso
Esses animais devem apresentar no máximo 3,6 kg.